# RIFT
RIFT is een MMORPG gemaakt door Trion Worlds. Het werd uitgebracht in tussen 1 en 4 maart 2011.

## Spelhistorie
Op 1 maart 2011 kwam het spel uit voor de Verenigde Staten. Op 2 maart voor Australië. Op 3 maart voor Europa met uitzondering van Verenigd Koninkrijk, dat moest wachten tot 4 maart.
- Patch 1.0 was de initiële patch;
- Patch 1.1 werd gelanceerd op 30 maart. Het benadrukte death rifts en bevatte een nieuwe 20-man raid instance River of Souls;
- Patch 1.2 werd gelanceerd op 10 mei. Het benadrukte earth en fire rifts en bevatte een nieuwe 10-man raid instance Gilded Prophecy;
- Patch 1.3 werd gelanceerd op 22 juni. Op dit moment is het de huidige patch en benadrukt water en death rifts. Het bevat een nieuwe 20-man raid instance Hammerknell. Guild banks en synergy crystals werden aan de content toegevoegd.

## Servertypen
RIFT kent vier servertypen PvE, PvP, RP-PvE en RP-PvP.
- Op PvE en RP-PvE servers is men beschermd tegen spelers van andere factions, tenzij men zichzelf vlagt voor PvP;
- Op PvP en RP-PvP servers is men beschermd zolang men zich in de startgebieden van zijn eigen faction (minimum level 1, maximum level 20) ophoudt. In andere gebieden kan men worden aangevallen;
- Op RP-PvE en RP-PvP servers geldt een extra policy m.b.t. RPG.

Terwijl in World of Warcraft servers Realms worden genoemd, worden de speelservers van RIFT Shards genoemd.
Naast de gewone Shards kent RIFT PTSen, Public Test Shards. Deze hebben hetzelfde doel als de Public Test Realms van Word of Warcraft.

## Achtergrond
Er zijn twee factions, te weten de Defiants en de Guardians. De Defiants zijn Bahmi, Eth en Kelari. De Guardians zijn Dwarves, High Elves en Mathosians. Alle rassen kunnen alle klassen aannemen, i.t.t. World of Warcraft. Er zijn vier klassen: Clerics, Mages, Rogues en Warriors.

## Karakters
Er zijn vier hoofdklassen: Clerics, Mages, Rogues en Warriors. Elk karakter heeft drie Soul Trees. Deze zijn te vergelijken met de Talent Trees van World of Warcraft. Uit de 9 Souls kan men 3 kiezen voor zijn te bouwen karakter. Welke dat zijn hangt van de hoofdklassen af:
| Cleric                                                                     | Mage                                                                                           | Rogue                                                                                 | Warrior                                                                              |
| -------------------------------------------------------------------------- | ---------------------------------------------------------------------------------------------- | ------------------------------------------------------------------------------------- | ------------------------------------------------------------------------------------ |
| Cabalist Druid Inquisitor Justicar Purifier Sentinel Shaman Templar Warden | Archmage Archon Chloromancer Dominator Elementalist Necromancer Pyromancer Stormcaller Warlock | Assassin Bard Bladedancer Infiltrator Marksman Nightblade Ranger Riftstalker Saboteur | Beastmaster Champion Paladin Paragon Reaver Riftblade Vindicator Void Knight Warlord |

Voor elke Soul die men toegekend heeft wordt de Soul Tree zichtbaar. De verdeling van de punten over de Soul Points bepalen welke spells en mogelijkheden van de karakter worden vrijgegeven. Deze kan men dan tijdens de gevechten gebruiken. Het spel geeft zelf aan welke 3 Souls men het beste kan combineren om een goed karakter te krijgen.

## Rifts
Een rift is een onverwachtse gebeurtenis waarbij monsters tevoorschijn komen en naar een dichtstbijzijnd dorp of nederzetting gaan, als ze niet door spelers worden tegengehouden. De spelers moeten de rift proberen te sluiten. Zowel NPCs als lokale monsters kunnen tegen riftmonsters gaan vechten.

## Dungeons en raids
RIFT kent dungeons waarbij er een tank is, een healer en drie andere karakters die de monsters aanvallen.
| Naam                     | Normaal | Tier 1 | Tier 2 |
| ------------------------ | ------- | ------ | ------ |
| The Realm of Fae         | 15 - 22 | 50     |        |
| The Iron Tomb            | 17 - 24 | 50     |        |
| Darkening Deeps          | 21 - 28 |        | 50     |
| The Deepstrike Mines     | 24 - 31 |        | 50     |
| Foul Cascade             | 28 - 37 | 50     |        |
| King's Breach            | 33 - 42 | 50     |        |
| Runic Descent            | 38 - 47 |        | 50     |
| The Fall of Lantern Hook | 42 - 47 | 50     |        |
| Abyssal Precipe          | 48 - 50 |        | 50     |
| Charmer's Caldera        | 48 - 50 |        | 50     |